# 卓惟休
卓惟休（?—?），南汉大臣。大宝年间（958-971）为中书舍人。宋灭南汉后，跟随南汉后主刘鋹入宋，改授太仆寺丞。